# Gaspare Vella
Gaspare Vella (Bengasi, 29 giugno 1928 – Roma, 3 novembre 2009) è stato uno psichiatra italiano.

## Biografia
Gaspare Vella si è specializzato in neurologia e psichiatria ed è stato ordinario di clinica psichiatrica presso l'Università La Sapienza di Roma. Ha pubblicato numerosi saggi di argomento psichiatrico ed ha fondato la rivista Noós. Si è occupato di psicologia, psicopatologia e psicoterapia relazionale.
Tra i suoi allievi figura il prof Paolo Girardi.

## Opere
- Il concetto di depersonalizzazione, Editr. Studium, Roma 1960
- Le allucinazioni tattili, Editr. Studium, Roma 1960
- Psicoterapia relazionale, Masson, Milano 1984
- con Camillo Loriedo, Il paradosso e il sistema familiare, Bollati Boringhieri, Torino 1989
- Mediatori biochimici e terapie nella depressione, Il Pensiero Scientifico, Roma 1993
- Psichiatria e psicopatologia, Idelson-Gnocchi, Napoli 1994
- Temperamento e psichiatria, Il Pensiero Scientifico, Roma 1996
- con Massimiliano Aragona, Metodologia della diagnosi in psicopatologia. Categorie e dimensioni, Bollati Boringhieri, Torino 2000
- con  Danilo Solfaroli Camillocci, Né con te, né senza di te: la coppia in stallo, Il Pensiero Scientifico, Roma 1992 e La triade schizofrenica, Franco Angeli, Milano 2006

| Controllo di autorità | VIAF (EN) 162642140 · ISNI (EN) 0000 0001 1179 078X · SBN CFIV026917 |